# Parco della Rimembranza (Torino)
Il Parco della Rimembranza, comunemente noto come Parco della Maddalena, è un vasto giardino pubblico cittadino della collina di Torino, situato nei dintorni della vetta del Bric della Maddalena, che con i suoi 715 m s.l.m. è il punto più elevato della città. Ha un'estensione superiore a 90 ettari e ospita oltre 21.000 alberi,. È costituito da un ampio piazzale panoramico posto sulla vetta del colle con al centro il Faro della Vittoria, dall'Arboretum Taurinense e da una serie di strade e sentieri pedonali di circa 45 km di sviluppo.

## Storia
Buona parte dell'area boscosa che oggi costituisce il parco venne acquisita tra il 1913 e il 1914 con il progetto di farne un Parco Popolare, e nel 1916-1917 vi vennero effettuati vari lavori di risistemazione e realizzata la viabilità di accesso. Il Parco della Rimembranza venne così chiamato nel 1923 e fu inaugurato con una solenne cerimonia il 20 settembre 1925 alla presenza del re Vittorio Emanuele III, per celebrare la vittoria italiana nella prima guerra mondiale e i caduti torinesi, nonché per costituire contemporaneamente un arboreto sperimentale con alberi appartenenti a quattrocento specie botaniche differenti. Il nucleo originario del parco, con le più svariate specie botaniche, conserva la memoria dei 4.787 caduti torinesi: accanto ad ogni albero è affissa una targa con il nome di un caduto della Grande guerra.
Fu anche progettata una funicolare per collegare il parco con corso Giovanni Lanza (Borgo Crimea), che però non venne realizzata.

## Il Faro della Vittoria

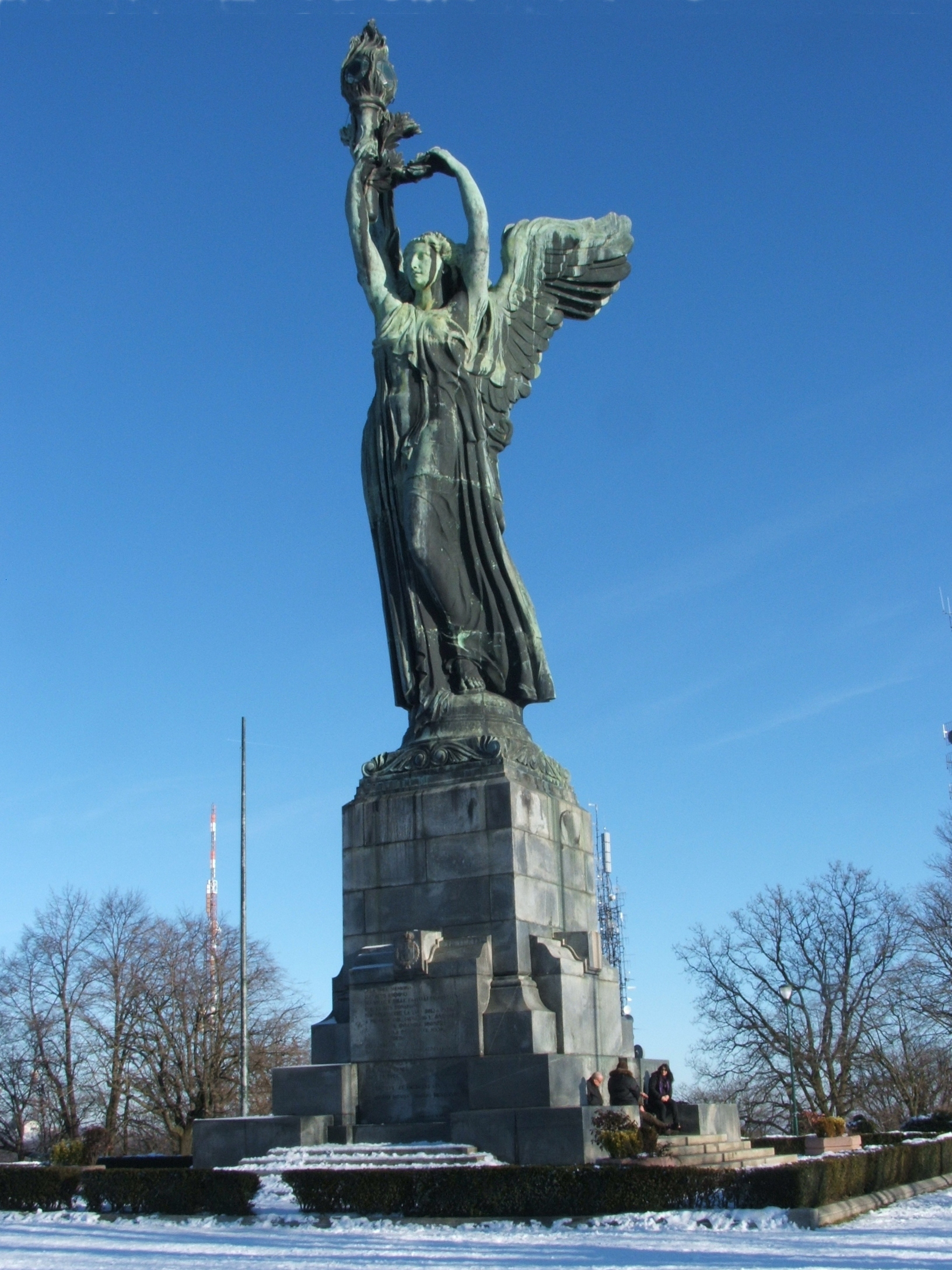
Il Faro della Vittoria posto sulla vetta del Colle della Maddalena.

Il parco è celebre soprattutto perché ospita il monumento della Vittoria Alata, imponente costruzione in bronzo, opera di Edoardo Rubino e commissionato nel 1928 dal senatore Giovanni Agnelli, che decise di donarlo alla città per commemorare il decimo anniversario della vittoria dell'Italia nella prima guerra mondiale. Alla base della statua è stato posto uno scritto di Gabriele D'Annunzio a ricordo del primo conflitto mondiale. Dalla vetta dove è posto, ovvero un piazzale ricoperto di ghiaia, si gode un bel panorama sulla città e sulla catena delle Alpi Occidentali.